# A1 (Man)
De A1 is een tweestrooksweg op het Britse eiland Man. De weg verbindt de hoofdstad Douglas met de op twee na grootste plaats Peel. De weg kruist bij Quarterbridge met de A2 en bij Ballacraine met de A3. 
De A1 is in Peel bekend als Douglas Road en in Douglas als Peel Road.
Van Peel tot Ballacraine maakte de A1 van 1907 tot 1910 deel uit van de St John's Short Course, waar toen de TT van Man gehouden werd. Van Douglas tot Ballacraine maakt de A1 deel uit van de Snaefell Mountain Course, sinds 1911 het circuit van de TT van Man en sinds 1923 ook van de Manx Grand Prix. Het gebruik als stratencircuit heeft gevolgen voor de aanleg en het onderhoud van de weg. Zo zijn de rotondes op de weg geschilderd. De Memorial Stone in Braddan werd voor de veiligheid van de coureurs verplaatst. 

## Markante punten
De A1 loopt langs een aantal markante en toeristische punten:
- Port-y-Chee Meadow, een grasland waar volgens de legende Scandinavische trollen dansten.
- Jubilee Oak, een eik die in 1887 geplant werd ter gelegenheid van het gouden jubileum van koningin Victoria.
- Memorial Stone, een monument in Braddan ter herdenking van de slachtoffers van de Eerste Wereldoorlog.
- Ballafreer, de restanten van een Christelijke kapel, volgens de legende door Saint Patrick vervloekte grond.
- St Trinian's. Volgens de middeleeuwse legende blies een boze "Buggane" steeds het dak van de kapel van St Ninian. De kapel heeft nog steeds geen dak.
- Greeba Castle, het voormalige woonhuis van de schrijver Hall Caine.
- Tynwald Hill, de oorspronkelijke ontmoetingsplaats van het parlement van het Eiland Man, de Tynwald.

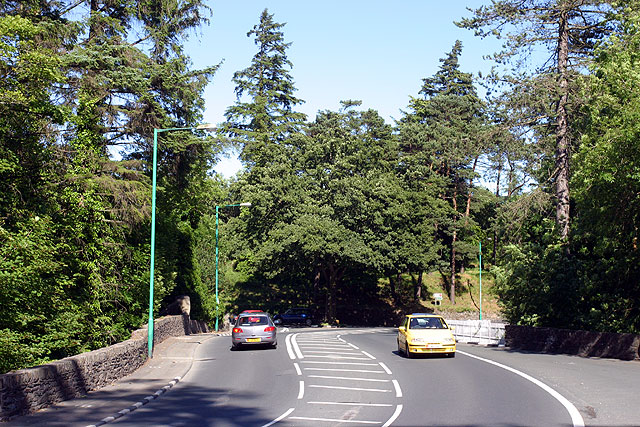
Jubilee Oak in Braddan
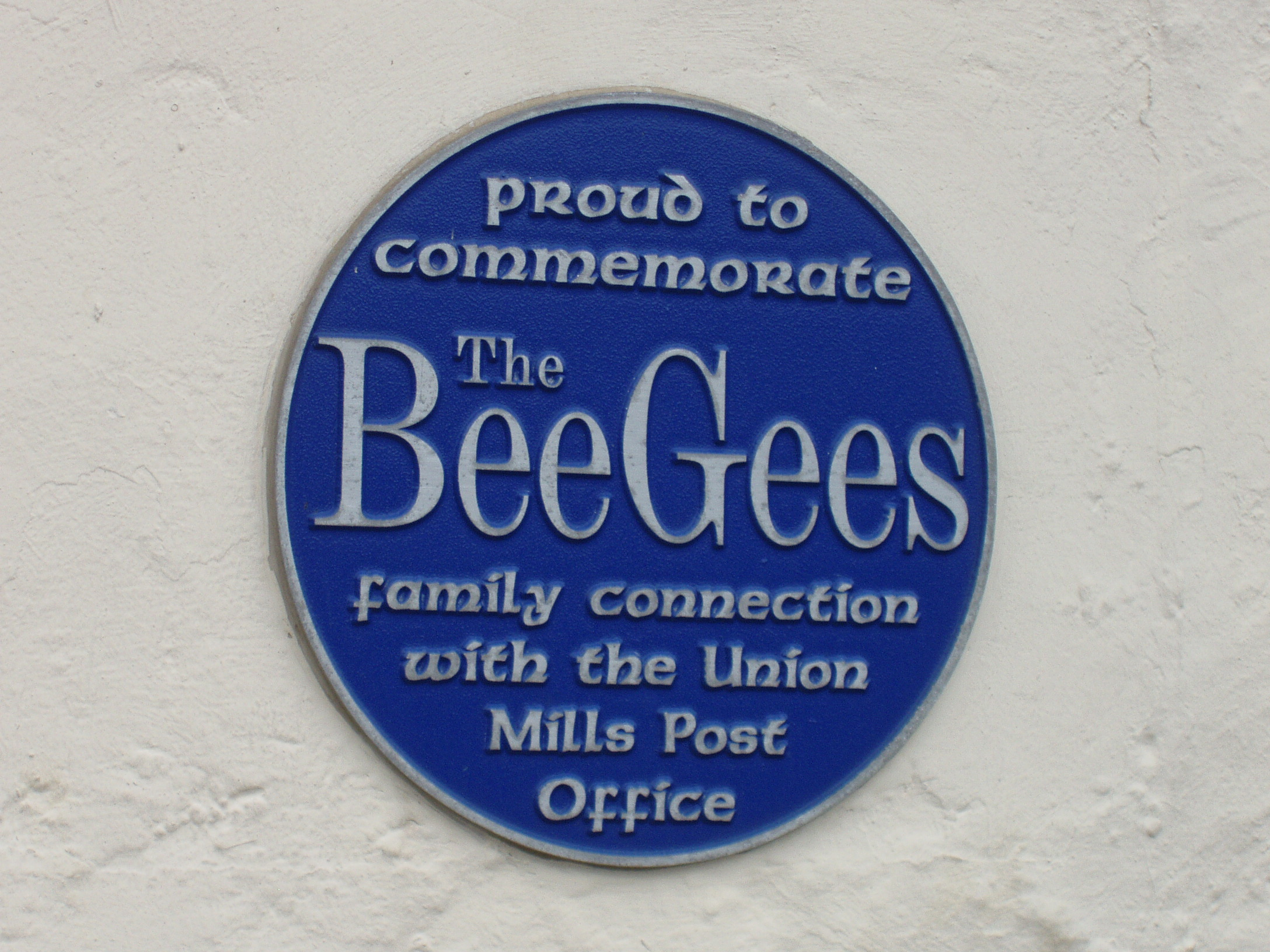
Herinneringsplaquette aan de familie Gibb naast de voordeur van de huidige supermarkt in Union Mills.
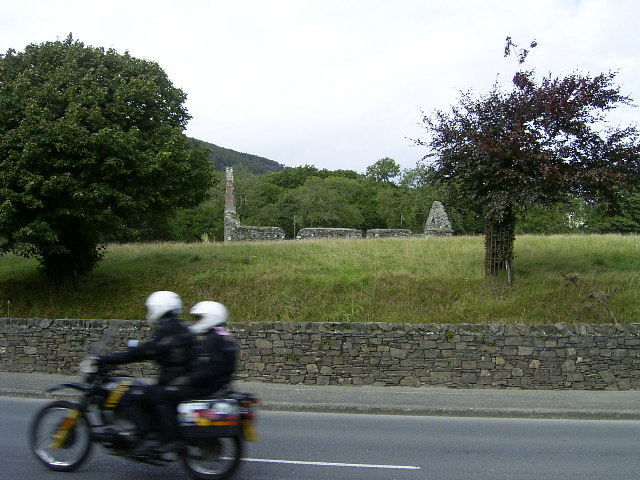
de kapel zonder dak bij St Trinian's
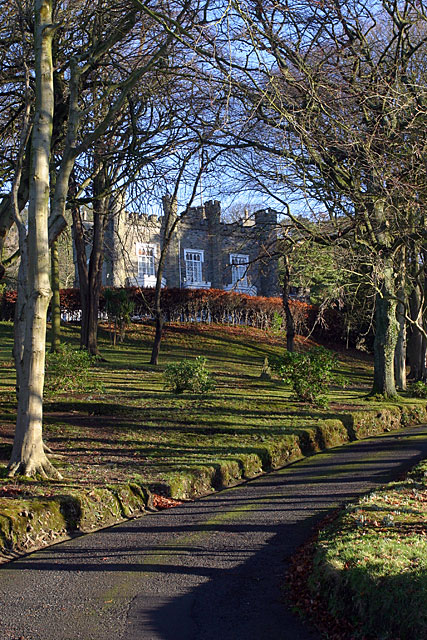
Greeba Castle
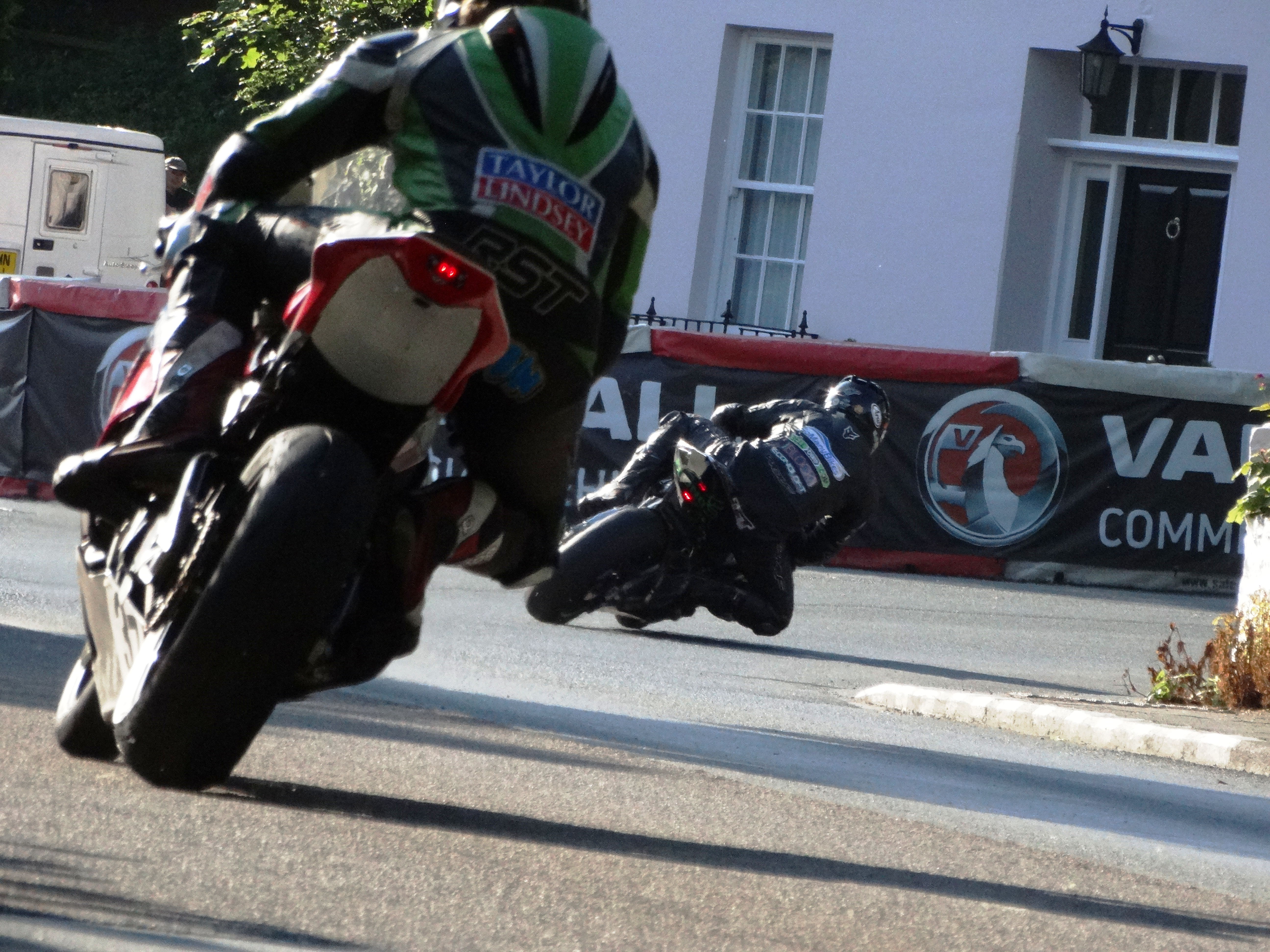
Coureurs draaien bij Ballacraine vanaf de A1 naar de A3 richting Kirk Michael
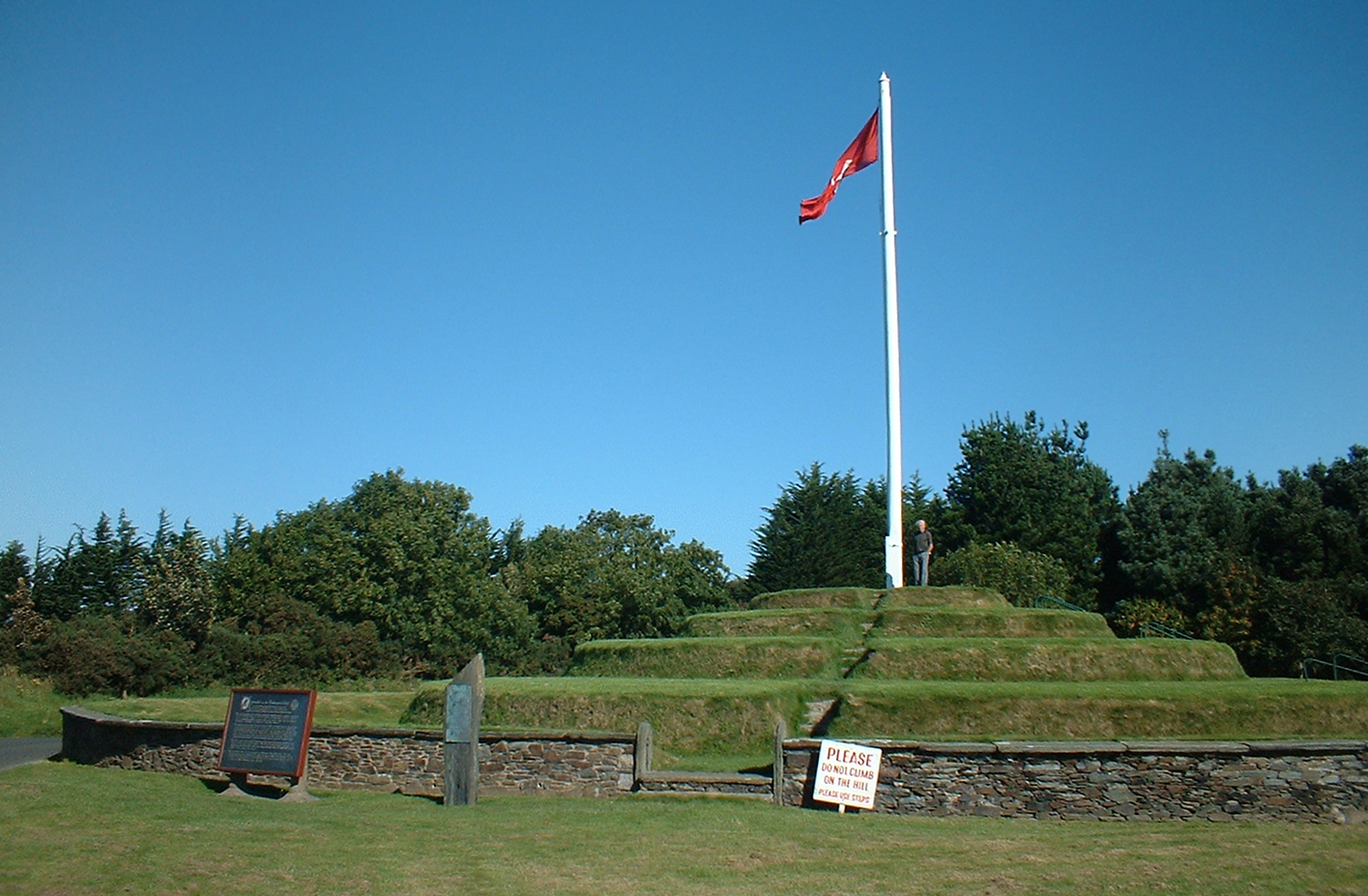
Tynwald Hill

A1 · 
A2 · 
A3 · 
A4 · 
A5 · 
A6 · 
A7 · 
A8 · 
A9 · 
A10 · 
A11 · 
A12 · 
A13 · 
A14 · 
A15 · 
A16 · 
A17 · 
A18 · 
A19 · 
A20 · 
A21 · 
A22 · 
A23 · 
A24 · 
A25 · 
A26 · 
A27 · 
A28 · 
A29 · 
A30 · 
A31 · 
A32 · 
A33 · 
A34 · 
A35 · 
A36 · 
A37 · 
A38 · 
A39 · 
A40